# Bokrétás sas
A bokrétás sas (Lophaetus occipitalis) a madarak osztályának és a vágómadár-alakúak (Accipitriformes) rendjébe, ezen belül a vágómadárfélék (Accipitridae) családjába tartozó Lophaetus nem, egyetlen faja.

## Előfordulása
Afrikában a Szahara alatti területeken honos.

## Megjelenése
Testhossza 50-58 centiméter. Zömök termetű, hosszúszárnyú, rövidfarkú és hosszú lábú madár. Tollazata sötétbarna, hasa sötétebb, melle világosabb, a comb belső oldala fehéres, lábtöve piszkosfehér, a felső oldal barnásan bíborfényű. Az elsőrendű evezők tőfele belül fehér, kívül piszkos barnásfehér, sötétbarna végfelük belül barnásfehér; a tőben fehér karevezők mindkét zászlója két sötét harántszalaggal rajzolt, a farktollak külső zászlója barna, belső zászlója csaknem fehér, három széles feketésbarna harántszalaggal és széles, éppoly színű végszalaggal díszített. A fejet tekintélyes tollbóbita díszíti; a hímé hosszabb, dúsabb és sötétebb, mint a tojóé. A szeme élénksárga, a csőre szarukék, hegyén sötétebb, tövén világosabb, a viaszhártya világossárga, a lába szalmasárga.
|  |

## Életmódja
Kisebb állatokkal táplálkozik, egeret, mezei patkányt, földi mókust, galambot, szövőmadarat zsákmányol. Villámgyorsan repül, rövid, gyors szárnycsapásokkal, ügyesen keresztülhatol a legsűrűbb bozóton is. Erejéhez viszonyítva, feltétlenül az erdő legügyesebb madara.